# 티호미르 코스타디노프
티호미르 코스타디노프(마케도니아어: Тихомир Костадинов, 1996년 3월 4일 ~ )는 엑스트라클라사 클럽 피아스트 글리비체와 북마케도니아 국가대표팀에서 미드필더로 뛰고 있는 북마케도니아의 프로 축구 선수이다.

## 구단 경력

### 모라베크
북마케도니아의 발란도보 마을에서 태어난 코스타디노프는 이웃 나라 세르비아에서 뛰며 프로 데뷔 전을 치렀고, 모라베크 미르스탄와 함께 2014-15년 시즌 세르비아 1부 리그에 참가했다.

### 비온 즐라테모라우체
코스타디노프는 2016년 7월 16일, 스파르타크 미야바와의 경기에서 1-2로 패한 비온 즐라테모라우체 소속으로 슬로바키아 수페르리가 데뷔 전을 치렀다. 그는 선발 라인업에서 직접 데뷔했다.

### 피아스트 글리비체
2021년 12월 23일, 코스타디노프는 폴란드 클럽 피아스트 글리비체로 이적하여 3년 6개월 계약을 체결했다. 그해 4월 9일, 그는 구르니크 웽치나와의 홈 경기에서 1-0으로 승리하는 과정에서 오른쪽 무릎의 전방십자인대부상을 당했다. 그는 2023년 11월에 경기를 재개했고, 11월 24일에 열린 야기엘로니아 비아위스토크와의 무득점 무승부로 부상 이후 처음으로 경기에 출전했다.

## 국가대표팀 경력
2019년 11월, 오스트리아와의 UEFA 유로 2020 예선 경기에서 북마케도니아 국가대표팀에 데뷔했다.
그는 UEFA 유로 2020에 출전했던 북마케도니아 국가대표팀의 일원이다. 그는 이 대회에서 오스트리아, 네덜란드와의 조별 리그 두 경기에 출전했다.